# Grandesa d'Espanya

Corona de gran d´Espanya. És una corona de duc amb bonet.

La grandesa d'Espanya és la màxima dignitat de la noblesa espanyola immediatament després de la d'Infant d'Espanya, que és la que correspon als fills del monarca. Els grans d'Espanya són considerats successors dels antics rics-homes dels regnes de la Corona de Castella, de la Corona d'Aragó i de Navarra. En l'escalafó de l'aristocràcia europea se situen darrere de les cases reials europees i abans dels prínceps mediatitzats de l'Imperi i dels pars de França i d'Anglaterra.

## Història

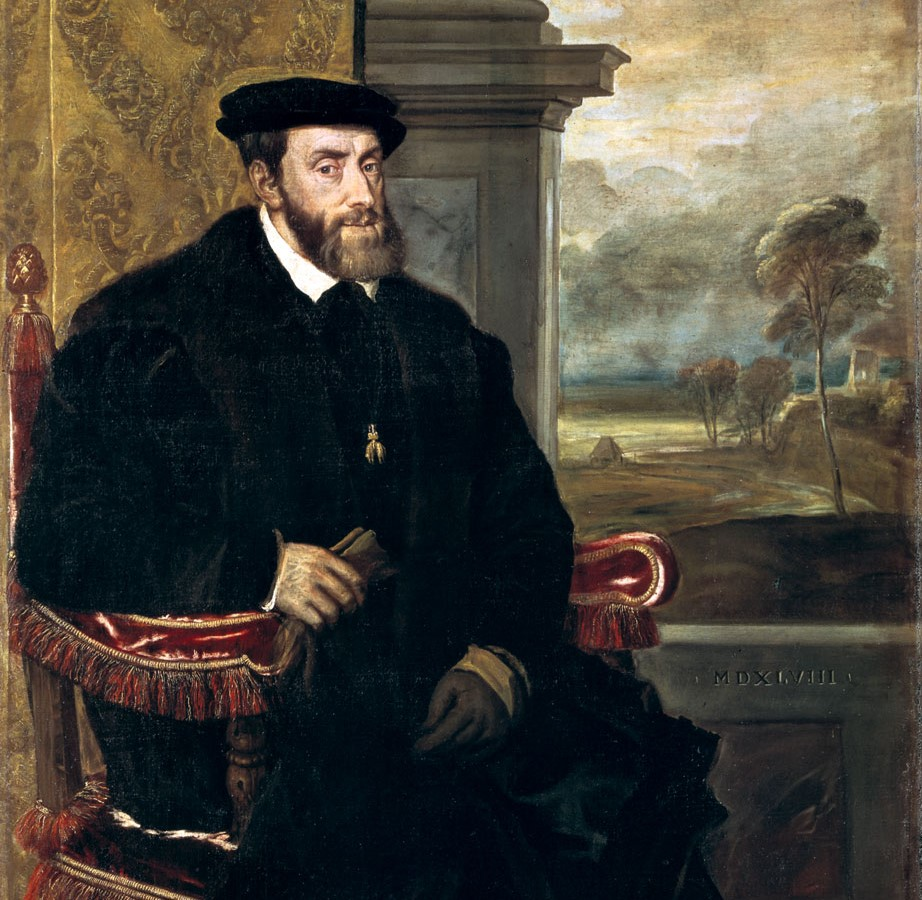
Retrat del rei Carles I d'Espanya, que es considera creador de la Grandesa d'Espanya actual.

L'origen de la grandesa d'Espanya es remunta al regnat de l'emperador Carles V. L'any 1520, després de ser escollit emperador romanogermànic, el monarca decidí diferenciar entre els simples nobles (els que tenien un títol de noblesa) i els grans (aquells a qui el monarca concedia una mercè i un títol). Així, mentre els primers eren considerats «parents» els segons eren «cosins», dins de l'imaginari familiar de la monarquia.
L'any 1520, el rei-emperador distingí vint-i-cinc títols amb la grandesa de classe immemorial. Representaven els principals llinatges dels regnes ibèrics del monarca, aquells que, en les guerres civils de finals del segle xv, havien donat suport a la monarquia i que havien concentrat a les seves mans un poder territorial molt extens: 
- De la Casa de Pacheco els títols del Marquesat de Villena i del Ducat d'Escalona.
- De la Casa de Téllez-Girón el títol del Comtat d'Ureña.
- De la Casa d'Aragó els títols del Ducat de Sogorb i del Ducat de Vilafermosa.
- De la Casa Folch de Cardona el títol del Ducat de Cardona.
- De la Casa de Castro el títol del Comtat de Lemos.
- De la Casa de la Cerda el títol del Ducat de Medinaceli.
- De la Casa de Córdoba els títols del Marquesat de Priego i del Comtat de Cabra.
- De la Casa de la Cueva el títol del Ducat d'Alburquerque.
- De la Casa d'Enríquez el títol del Comtat de Melgar.
- De la Casa de Guzmán el títol del Ducat de Medina-Sidonia.
- De la Casa de Manrique de Lara els títols del Ducat de Nájera i del Marquesat d'Aguilar de Campoo.
- De la Casa de Mendoza el títol del Ducat del Infantado.
- De la Casa de Navarra el títol del Comtat de Lerín.
- De la Casa d'Osorio el títol del Marquesat d'Astorga
- De la Casa de Pimentel el títol del Comtat-ducat de Benavente.
- De la Casa Ponce de León el títol del Ducat d'Arcos.
- De la Casa de Sandoval el títol del Marquesat de Dènia.
- De la Casa Álvarez de Toledo el títol del Ducat d'Alba.
- De la Casa de Velasco el títol del Ducat de Frías.
- De la Casa de Zúñiga els títols del Ducat de Béjar i del Comtat de Miranda del Castanyar.

En la dècada de 1980 s'abolí el darrer dels privilegis de la Grandesa, el passaport diplomàtic. Actualment, es concentren a l'entorn de la Diputació de la Grandesa, una fundació formada per la noblesa, que vetlla per la preservació del llegat històric de la noblesa espanyola i que presideix el duc d'Híjar.